# Juan Arellano

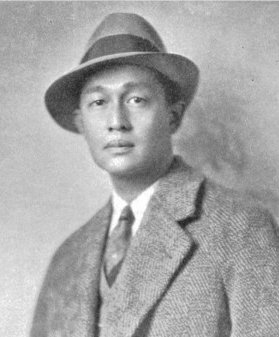
Juan Arellano

Juan Arellano (Manilla, 25 april 1888 - 5 december 1960) was een Filipijns architect. Tot zijn werken behoren het Manila Metropolitan Theater (1935), het gebouw van het National Museum of the Philippines (1926), het Manila Central Post Office (1926), het provinciehuis van Cebu (1937) en de Jones-brug.

## Biografie

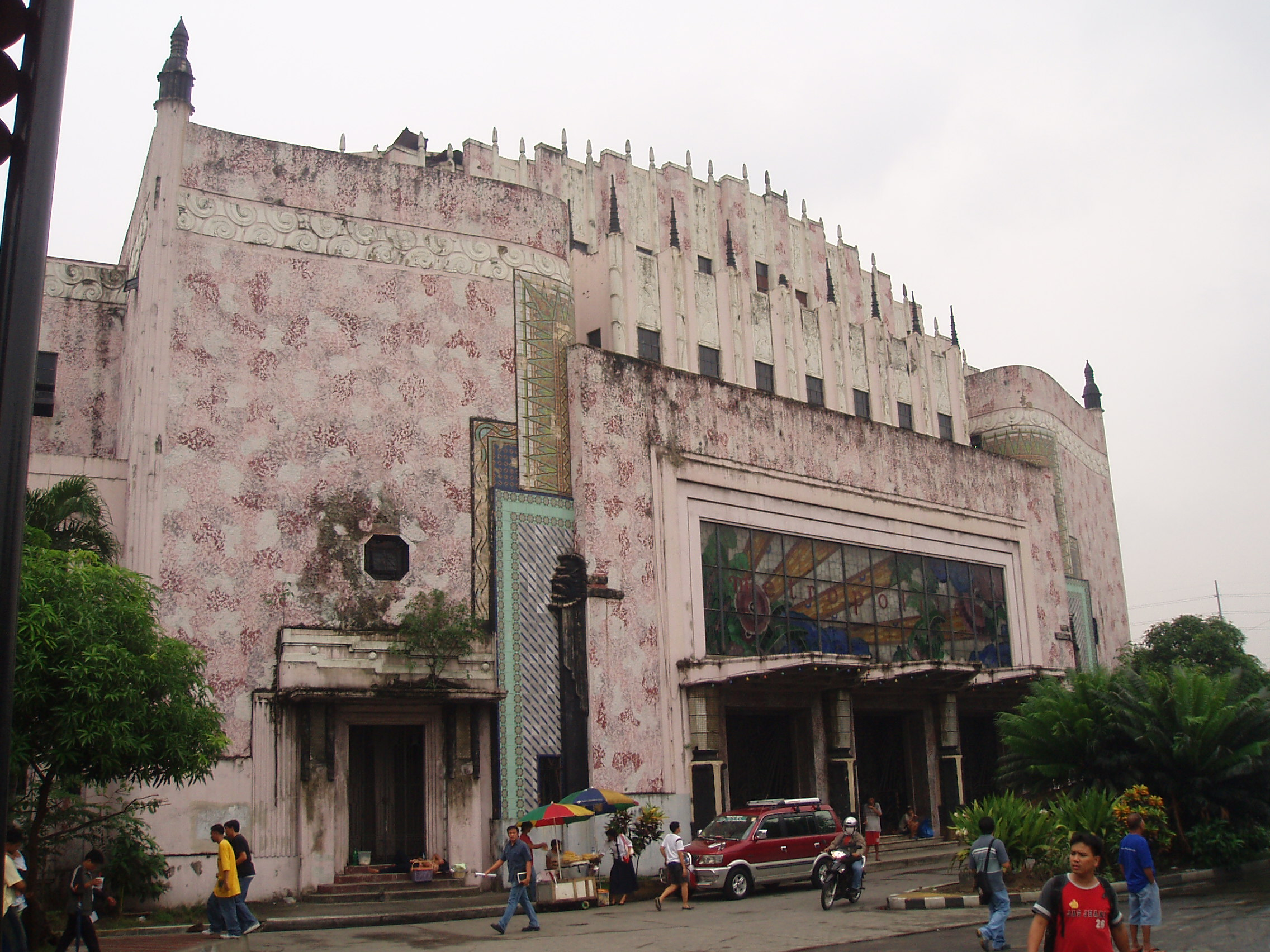
Het Manila Metropolitan Theater

Juan Arellano werd geboren op 15 april 1888 in de wijk Tondo in de Filipijnse hoofdstad Manilla. Arellano's vader Luis C. Arellano had een bouwbedrijf en staat bekend als de bouwer van de franciscaner kerk van San Juan. Zijn moeder was Bartola de Guzman. Toen Arellano twaalf was, overleed zijn vader en kwam hij onder voogdij te staan van zijn oudere broer Arcadio, die ook architect was. Hij studeerde aan de Ateneo Municipal de Manila en legde zich daarna in eerste instantie toe op zijn zijn grootste passie, kunstschilderen. Hij kreeg les van Filipijnse meesters als Lorenzo Maria Guerrero, Fabian de la Rosa en Toribio Antillon. Hij veranderde echter van richting en studeerde architectuur aan het Drexel Institute in de Amerikaanse stad Philadelphia, waar hij in 1912 zijn Bachelor-diploma behaalde. De jaren erna volgde hij lessen aan de University of Pennsylvania en de Beaux Arts School in New York. Na een rondreis in Europa keerde hij in 1917 terug naar de Filipijnen.
In de daaropvolgende periode ontwierp Arellano vele bekende bouwwerken. Samen met zijn broer Arcadio Arellano ontwierp hij het Casino Español en het gebouw van Gota de Leche. In veel van de door hem ontworpen gebouwen is de neoclassicistische invloed die hij in zijn studententijd in Amerika opdeed, waarneembaar. Voorbeelden daarvan zijn de gebouwen van het Manila Central Post Office en het Filipijnse Congres. Andere gebouwen die hij ontwierp waren de Villamor-hal van de University of the Philippines, de provinciehuizen van Negros Occidental en Cebu, de Jones-brug en het Manila Metropolitan Theater.
Naast zijn werk als architect was hij in 1935, 1946 en 1947 voorzitter van de examenraad voor architecten. Ook werd hij door president Elpidio Quirino benoemd tot directeur van de National Planning Commission. In 1956 ging Arellano met pensioen, waarna hij zich weer bezighield met zijn eerste passie, schilderen. In 1958 won Arellano nog de Gold Medal of Merit in de categorie architectuur. In 1960 werd er in Manilla een tentoonstelling georganiseerd met 300 van zijn schilderwerken. Datzelfde jaar overleed hij op 72-jarige leeftijd.